# 비키오
비키오(이탈리아어: Vicchio)는 이탈리아 토스카나주 피렌체현에 있는 코무네다. 피렌체로부터 북동쪽 25km 거리에 있다.

## 자매 도시
- 슬로베니아 톨민